# Patrick Puydebat
Patrick Puydebat (ur. 12 lipca 1971 roku w Neuilly-sur-Seine, w regionie Île-de-France, w departamencie Hauts-de-Seine) – francuski aktor i scenarzysta filmowy i telewizyjny.

## Wybrana filmografia

### Filmy fabularne
- 1993: Śmiech rodziny (Famille fou rire) jako Nicolas
- 2005: Kto jest wrogiem? (Qui est l’ennemi) jako Igor
- 2012: Witamy anonimowych aktorów (Bienvenue aux acteurs anonymes) jako Patrick Puydebat

### Seriale TV
- 1992: Pierwsze pocałunki (Premiers baisers) jako Nicolas
- 1992-94: Helena i chłopcy (Hélene et les Garçon) jako Nicolas Vernier
- 1995: Cud miłości (Le Miracle de l’amour) jako Nicolas
- 1996-2007: Dom miłości (Les vacances de l’amour) jako Nicolas
- 2002: Saint-Tropez (Sous le soleil) jako Yann Kersen
- 2006: S.O.S. 18 jako Maitre Russot
- 2007: RIS kryminalni (R.I.S. Police scientifique) jako Richard Groves
- 2009: Zrozumieć i wybaczyć (Comprendre & pardonner) jako Christian Versini
- 2010: Hero Corp jako wampir dzienny
- 2013: Rajski kemping (Camping paradis) jako Guillaume
- 2011-2014: Tajemnice miłości (Les mystères de l’amour) jako Nicolas
- 2014: Komisarz Magellan (Commissaire Magellan) jako Marc Larrivet